# Király Árpád
Király Árpád (Pápa, 1923. augusztus 19. – Budapest, 2006. szeptember 22.) gépészmérnök, az ELMŰ egykori üzemeltetési és fejlesztési főosztályvezetője, a Magyar Elektrotechnikai Egyesület (MEE) múzeumi csoportjának volt elnöke, múzeumigazgató, a Magyar Elektrotechnikai Múzeum alapítója, a Jedlik Ányos Társaság alapítója és volt főtitkára.

## Életpályája
1947-ben szerezte gépészmérnöki oklevelét a József Nádor Műszaki és Gazdaságtudományi Egyetemen, a Gépészmérnöki Kar elektrotechnikai tagozatán. (A villamosmérnöki ismereteket 1949-ig, az önálló Villamosmérnöki Kar kiválásáig itt, a Gépészmérnöki Karon oktatták). Pécsett, Komlón, majd Budapesten szervezte és irányította a villamos beruházásokat. A Magyar Elektrotechnikai Egyesületnek 1951 óta tagja, számos tisztségnek volt a viselője. 
Amikor az 1960-as években megnövekedett Budapest áramigénye, 1964-ben az ELMŰ a Kazinczy utca 21. szám alatti transzformátorállomás megszüntetéséről döntött, s az épületben Király Árpád kezdeményezésére létrehozták a Magyar Elektrotechnikai Múzeumot. A tárgyi emlékek gyűjtését a Magyar Elektrotechnikai Egyesület országos szervezete végezte, szakkönyvtárának alapja az Egyesület könyvtára és archívuma lett. A gondos gyűjtőmunka eredményeképpen 1975. június 8-án Király Árpád igazgatásával megnyitotta kapuját a Budapesti Elektromos Művek által anyagilag, a Magyar Elektrotechnikai Egyesület által szakmailag támogatott Magyar Elektrotechnikai Gyűjtemény, amelyet gyűjtő, kiállító, tudományos és oktató tevékenysége alapján 1982 márciusában az ipari miniszter és a művelődési miniszter Magyar Elektrotechnikai Múzeum elnevezéssel múzeumi rangra emelt.
1993-ban alapította meg a Jedlik Ányos Társaságot, melynek főtitkáraként tevékenyen hozzájárult a névadó emlékének megőrzéséhez. Nevéhez fűződik a győri Czuczor Gergely Bencés Gimnáziumban létrehozott Jedlik Ányos Állandó Kiállítás, és a Magyar Tudományos Akadémián rendezett ünnepi megemlékezések sikeres megszervezése. Számos sikeres kezdeményezése mellett egyetlen kudarca élt meg: nem sikerült elérnie, hogy az Esztergom és Párkány (Štúrovo) közötti újjáépített Duna-hidat Jedlik Ányosról nevezzék el.

## Díjak és kitüntetések
Az MEE Bláthy-díjjal és Életmű-díjjal tüntette ki. 1995-ben a Magyar Elektrotechnikai Múzeum létrehozása és fejlesztése terén végzett munkájáért a Magyar Köztársasági Érdemrend kiskeresztje kormánykitüntetésben részesült. Kiemelkedő életművéért a Pulszky Társaság – Magyar Múzeumi Egyesület 2004-ben Pulszky Ferenc-díjjal jutalmazta.

## Művei
- Gólyavédelem a villamoshálózatokon, Király Árpád (szerk.), A MAGYAR TUDOMÁNYTÖRTÉNETI INTÉZET TUDOMÁNYOS KÖZLEMÉNYEI 79., Magyar Elektrotechnikai Múzeum, Budapest, 1991
- Zalaudvarnoktól Lickóvadamosig. Zala megye villamosításának története 1950-1963; szerk. Király Árpád; Magyar Elektrotechnikai Múzeum, Bp., 1993 (A Magyar Elektrotechnikai Múzeum füzetei)
- Jedlik Ányos emlékezete születésének 200. évfordulóján; főszerk. Király Árpád, sajtó alá rend. Gazda István; Jedlik Ányos Társaság, Bp., 2000
- Jedlik Ányos tisztelete. Születésének 200. évfordulóján; főszerk. Király Árpád, sajtó alá rend. Gazda István; Jedlik Ányos Társaság, Bp., 2002